# Vertisol

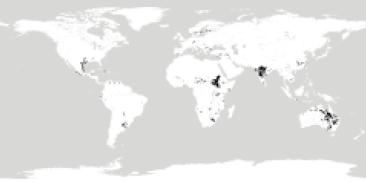
I Vertisol nel mondo.

L'ordine dei Vertisol è uno degli ordini della tassonomia del suolo secondo USDA, abbreviato con il suffisso ert, che rappresenta i vertisuoli.

## Caratteristiche
Questi suoli hanno particolari caratteristiche, derivanti dalla presenza delle cosiddette argille a reticolo espandibile(montmorillonite): questi minerali argillosi hanno la capacità di incorporare acqua all'interno del loro reticolo cristallino, gonfiandosi; ovviamente, in condizioni di bassa umidità "lasciano andare" l'acqua, provocando così una diminuzione di dimensioni.
Le conseguenze su scala macroscopica sono molto visibili in questo tipo di terreni: un Vertisol molto umido appare "rigonfio", tanto da produrre specie di piccoli rilievi che possono arrivare al metro di altezza (chiamati tradizionalmente gilgai), con bassissima conduttività idraulica; lo stesso Vertisol, allo stato secco, si contrae talmente tanto in volume da causare il prodursi di "crepe", spesso anche di una certa dimensione. Si distinguono per la presenza di facce di pressione(ss)e aggregati prismatici, sono caratteristici nelle zone della savana

## Sottordini
I vertisuoli hanno elevata capacità di contrazione e rigonfiamento in risposta al contenuto idrico; di conseguenza, assume grossa importanza il regime di umidità del suolo considerato, che determina il periodo in cui esso è fessurato. La grandezza delle fessurazioni che si producono determina l'assegnazione di un particolare suolo a questo ordine oppure al sottogruppo Vertic dei grandi gruppi di altri ordini.
I Vertisol si suddividono in sei sottordini:
- Aquert: Vertisol interessati da condizioni aquiche;
- Cryert: Vertisol dei climi freddi;
- Xerert: Vertisol con regime di umidità xerico;
- Torrert: Vertisol con regime di umidità aridico;
- Ustert: Vertisol con regime di umidità ustico;
- Udert: Vertisol dei climi umidi, a regime di umidità udico.

### Aquert
Sono i Vertisol umidi, interessati da falda acquifera affiorante o subaffiorante per almeno alcuni giorni durante l'anno che produce le cosiddette condizioni aquiche.
Vengono distinti sette grandi gruppi:
- Salaquert: gli Aquert interessati da accumulo di sali in un orizzonte diagnostico salico.
- Duraquert: gli Aquert in cui si osserva un orizzonte a duripan, cementato da silice illuviale.
- Natraquert: gli Aquert con accumuli di sodio in un orizzonte diagnostico natrico; di conseguenza, hanno spesso forte alcalinità e manifestano destrutturazione.
- Calciaquert: gli Aquert con un orizzonte diagnostico calcico di accumulo di carbonato di calcio illuviale.
- Dystraquert: gli Aquert acidi, con pH molto bassi e scarsa dotazione in basi di scambio.
- Epiaquert: gli Aquert interessati da episaturazione.
- Endoaquert: gli Aquert interessati da endosaturazione.

### Cryert
Sono i Vertisol dei climi freddi o temperati-freddi, caratterizzati da regime di temperatura cryico; generalmente sono fessurati solo una volta l'anno, di preferenza alla fine dell'estate. Dato il clima freddo e la conseguente scarsa evapotraspirazione, si estendono in aree dove le precipitazioni sono sufficientemente scarse (prateria e bacini riparati in alta montagna).
Vengono individuati solamente due grandi gruppi:
- Humicryert: Cryert caratterizzati da significativi accumuli di carbonio organico nei primi 50 cm di profondità.
- Haplocryert: gli ortotipi, con relativamente scarso carbonio organico.

### Xerert
Sono i Vertisol delle regioni mediterranee e semimediterranee, caratterizzate da regime di umidità xerico umido d'inverno e secco d'estate. Normalmente le fessurazioni si aprono una sola volta l'anno e rimangono aperte per lunghi periodi (superiori a 2 mesi).
Nell'edizione della tassonomia del suolo del 1999 vengono individuati tre grandi gruppi:
- Calcixerert: gli Xerert in cui si hanno accumuli di carbonato di calcio in un orizzonte diagnostico calcico (non cementato) o petrocalcico (indurito, non disgregabile in acqua).
- Durixerert: gli Xerert caratterizzati dalla presenza di uno strato indurito da silice illuviale (orizzonte diagnostico a duripan).
- Haploxerert: gli ortotipi, in cui non si osservano le caratteristiche distintive degli altri grandi gruppi; sono i più comuni fra gli Xerert.

### Torrert
Sono i Vertisol delle regioni aride della Terra, caratterizzate da regime di umidità aridico. Le fessurazioni rimangono aperte per la maggior parte dell'anno, richiudendosi solo saltuariamente per alcuni brevi periodi piovosi. Si osservano frequentemente nelle zone depresse degli ambienti aridi, nelle zone interessate da apporti idrici per ruscellamento; questa caratteristica fa sì che siano spesso interessati da accumulo di sali.
Vengono individuati quattro grandi gruppi:
- Salitorrert: i Torrert con un orizzonte diagnostico salico, derivante sia da falda acquifera oscillante che da scarse precipitazioni associate a strati impermeabili.
- Gypsitorrert: i Torrert in cui si osserva un orizzonte diagnostico gypsico di accumulo di gesso. La presenza contemporanea di abbondanza di sale solubile e alternanza tra contrazioni e rigonfiamenti del suolo provoca notevoli problemi non solo per l'agricoltura, ma anche per l'edilizia.
- Calcitorrert: i Torrert con un orizzonte diagnostico calcico o petrocalcico.
- Haplotorrert: gli ortotipi, privi di orizzonti di accumulo di sali; sono i più diffusi del sottordine.

### Ustert
Sono i Vertisol delle zone caratterizzate da regime di umidità ustico: le zone temperate piuttosto asciutte con stagione moderatamente piovosa estiva, le zone a clima monsonico e le zone tropicali con due stagioni umide e due secche. Le fessurazioni restano aperte per più di 90 giorni cumulativi nella maggior parte degli anni.
Il sottordine viene diviso in cinque grandi gruppi: 
- Dystrustert: sono gli Ustert desaturati e a reazione acida.
- Salustert: Ustert con un orizzonte diagnostico salico di accumulo di sali.
- Gypsiustert: Ustert con un orizzonte diagnostico gypsico di accumulo di gesso; quest'ultimo non viene dilavato a causa della bassa permeabilità di questi suoli.
- Calciustert: gli Ustert con un orizzonte diagnostico calcico o petrocalcico.
- Haplustert: gli ortotipi, privi delle caratteristiche diagnostiche che identificano gli altri grandi gruppi; sono i più diffusi a livello dell'intero sottordine.

### Udert
I Vertisol delle regioni umide, caratterizzate da regime di umidità udico; le fessurazioni sono per la maggior parte dell'anno chiuse (si manifestano anzi dei rigonfiamenti) e si aprono occasionalmente, per periodi di tempo piuttosto brevi (non più di tre mesi consecutivamente e non più di novanta giorni cumulativi annuali).